# Ooencyrtus elissa
Ooencyrtus elissa är en stekelart som beskrevs av Huang och John S. Noyes 1994. Ooencyrtus elissa ingår i släktet Ooencyrtus och familjen sköldlussteklar.
Artens utbredningsområde är Thailand. Inga underarter finns listade i Catalogue of Life.